# Villarsel-le-Gibloux
Villarsel-le-Gibloux är en ort i kommunen Gibloux i kantonen Fribourg, Schweiz. Villarsel-le-Gibloux var tidigare en egen kommun, men den 1 januari 2003 bildades kommunen Le Glèbe genom en sammanslagning av Villarsel-le-Gibloux och tre andra kommuner. Le Glèbe gick i sin tur upp i kommunen Gibloux den 1 januari 2016.